# Anitele'a Tuilagi
Pour les articles homonymes, voir Tuilagi.
Pas d'image ? Cliquez ici

a Compétitions nationales et continentales officielles uniquement.

b Matchs officiels uniquement.
Dernière mise à jour le 26 février 2024.
Anitele'a Tuilagi, parfois surnommé Andy Tuilagi, est né le 5 juin 1986 à Apia (Samoa). C'est un joueur international samoan de rugby à XV. Il joue aux postes de centre ou d'ailier.

## Biographie
Anitele'a Tuilagi fait partie d'une grande famille de joueurs de rugby, avec ses frères Feretti, Henry, Alesana, Sanele Vavae et Manu. Il est également l'oncle de l'international français Posolo Tuilagi.

## Carrière

### En club
Anitele'a Tuilagi rejoint l'Academy (centre de formation) du club anglais des Leicester Tigers en 2004, en provenance de son pays natal. Il arrive simultanément avec son frère aîné Alesana, au sein d'un club où évolue déjà son autre frère Henry. Il signe son premier contrat professionnel un an plus tard.
À la recherche de plus de temps de jeu, il est prêté une saison au club de Leeds Tykes, évoluant en deuxième division anglaise. Après avoir participé à la remontée du club en Premiership, il prolonge son contrat pour une durée de deux saisons. Toutefois, au bout d'une saison et après la relégation de Leeds, il est libéré de sa dernière année de contrat, d'un commun accord avec le club.
En 2008, il signe un contrat de quatre saisons avec les Sale Sharks dans le même championnat,. En juin 2011, après trois saisons et quarante-deux matchs, il annonce son départ du club avec effet immédiat.
Dans la foulée de son départ de Sale, il est annoncé qu'il signe un contrat de deux saisons avec la province galloise des Newport Gwent Dragons en Pro12. Néanmoins, son arrivée n'est effective qu'en novembre 2011,. Non-conservé au terme de son contrat, il quitte le club en juin 2013.
Tuilagi est mis à l'essai par les London Irish en août 2013, mais cela ne débouche finalement pas sur un contrat.
Après plusieurs mois sans club, il est annoncé en janvier 2014 qu'il doit rejoindre en cours de saison l'US Dax en Pro D2. Son arrivée est finalement retardé, et un pré-contrat de deux saisons est finalement signé à partir de la saison 2014-2015. Il ne rejoint cependant jamais le club dacquois, puisqu'il décide finalement de s'engager pour deux saisons avec son frère Alesana avec les Newcastle Falcons en Angleterre,. Peu utilisé (dix matchs), il n'est pas conservé au terme de son contrat.
En septembre 2016, il s'engage avec le club français de Tarbes en Fédérale 1 (troisième division). Il ne joue que deux matchs lors de la saison, avant d'être contraint d'arrêter sa carrière à la suite d'une blessure au pied,.

### En équipe nationale
Anitele'a Tuilagi honore sa première cape internationale avec l'équipe des Samoa le 2 juillet 2005 contre les Tonga, marquant un essai à cette occasion,. Âgé de 19 ans et 27 jours, il devient alors le plus jeune joueur de l'histoire de la sélection samoane.
Il est sélectionné pour disputer la Coupe du monde 2007 en France, mais doit finalement déclarer forfait avant la compétition à cause d'une blessure au poignet.
Régulièrement sélectionné entre 2005 et 2009, il connaît ensuite une absence de quasiment cinq ans avant de disputer la Coupe des nations du Pacifique 2014. Il obtient sa dernière sélection lors de cette compétition, le 21 juin 2014 contre les Fidji.

## Style de jeu
Anitele'a Tuilagi joue l'essentiel de sa carrière au poste de centre, et il est décrit comme un joueur puissant physiquement,. Il est considéré par ses frères Alesana et Manu comme le joueur le plus talentueux de la fratrie Tuilagi, mais dont la carrière a été considérablement gênée par les blessures.

## Palmarès
- Vainqueur du Championnat d'Angleterre de 2e division en 2007 avec Leeds Tykes.

## Statistiques en équipe nationale
- 17 sélections en équipe des Samoa entre 2005 et 2014
- 25 points (5 essais)